# Na'Vi River Journey
Na'vi River Journey (Nederland: Reis over de Na'vi Rivier) is een dark water ride in het Amerikaanse attractiepark Disney's Animal Kingdom. De attractie werd 27 mei 2017 officieel geopend in het themagebied Pandora - World of Avatar. De darkride is gebaseerd op de film Avatar.
In de attractie voeren bezoekers in boten over de rustige Na'vi River. De omgeving van de rivier is rijkelijk gedecoreerd, waaronder diverse vegetatie en diersoorten die voorkomen in de film Avatar. Op een aantal locaties zijn filmschermen tussen de beplanting opgesteld, waardoor bijvoorbeeld voorbijlopende dieren en Na'vi verschijnen. Aan het einde van de attractie bevindt zich een levensgrote animatronic van een Na'vi. Deze Na'vi is aan het zingen en bespeelt een instrument bestaand uit planten.

## Afbeeldingen

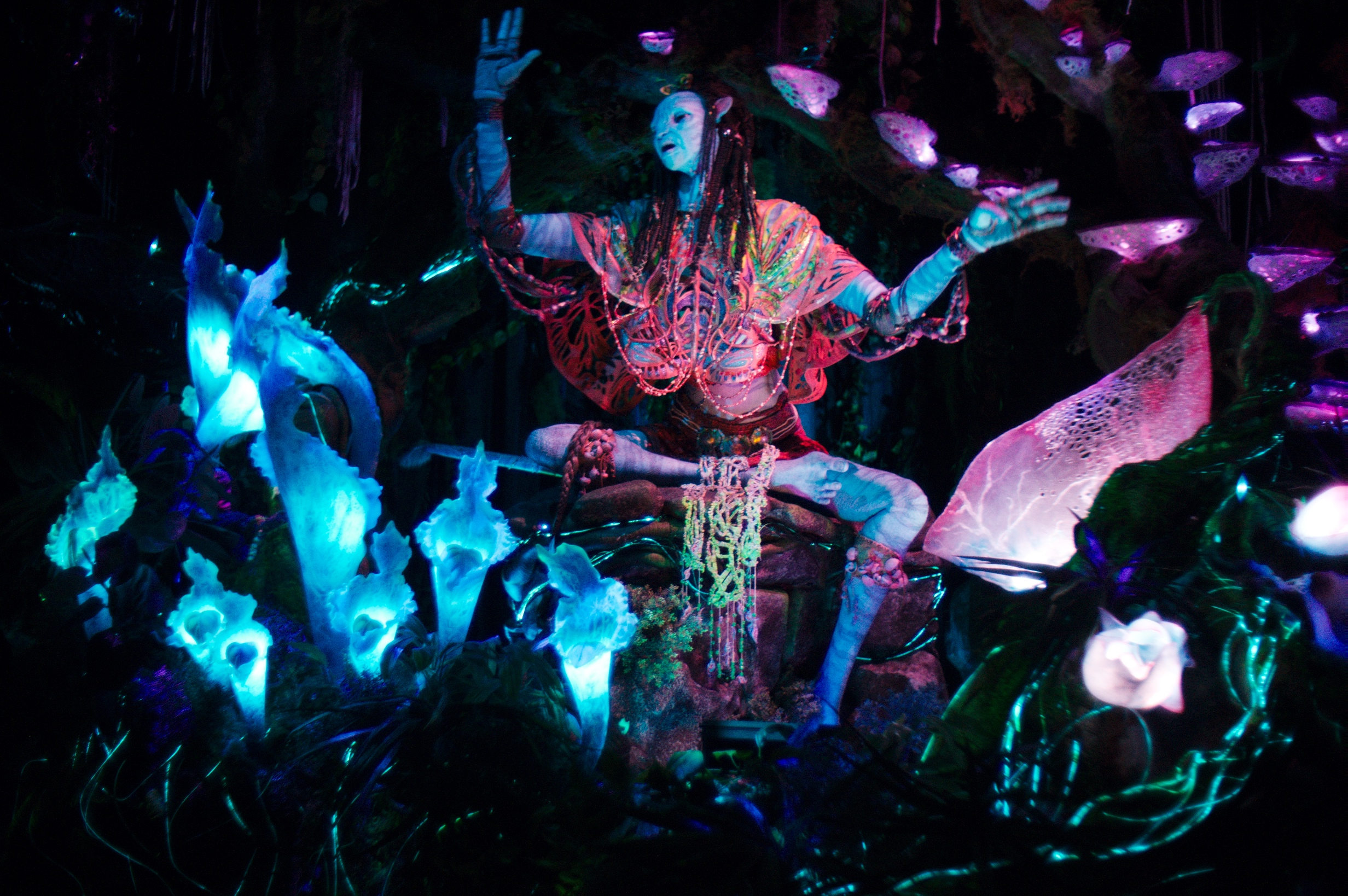
Animatronic van een Na'vi
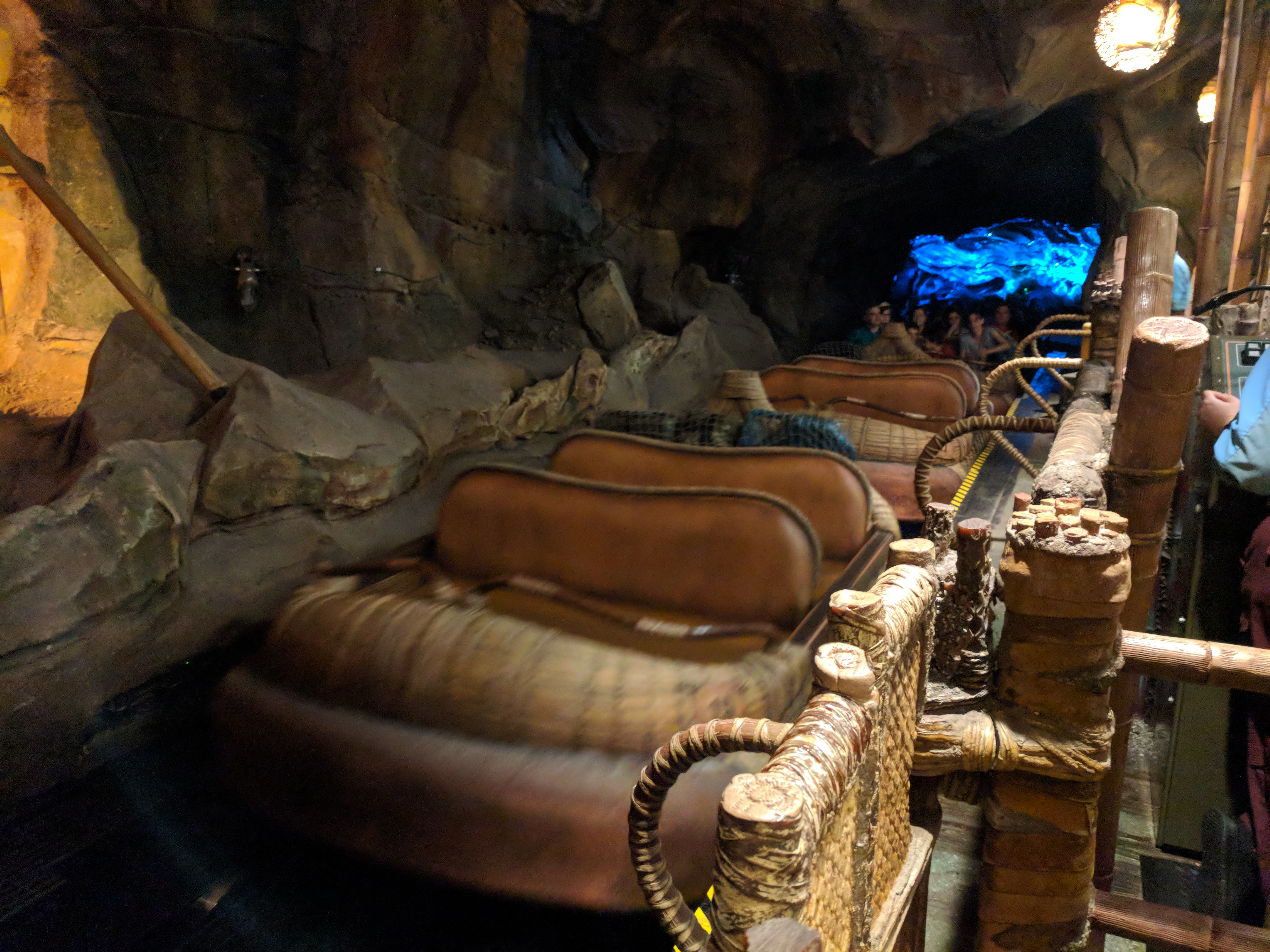
Een van de boten
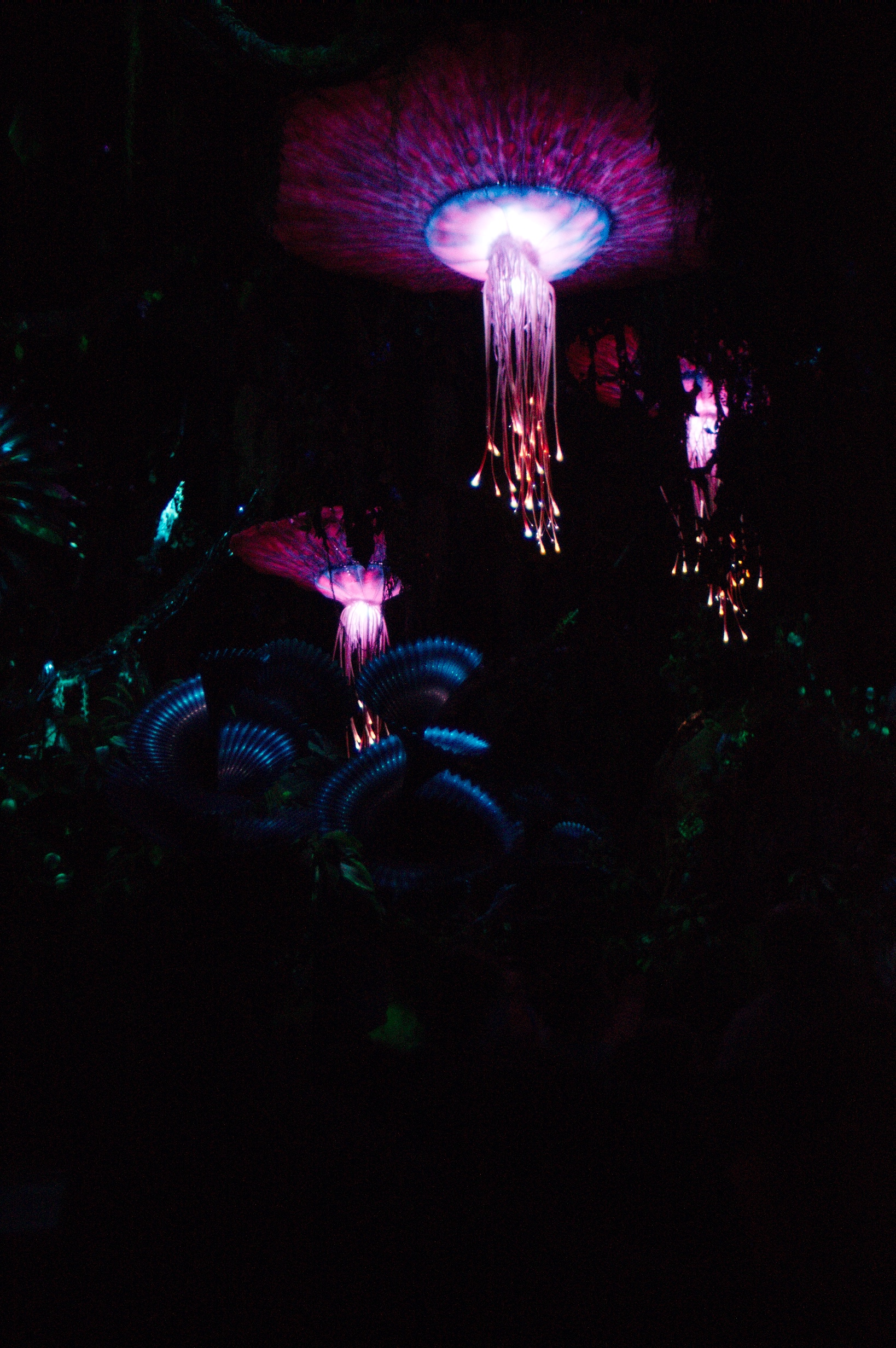
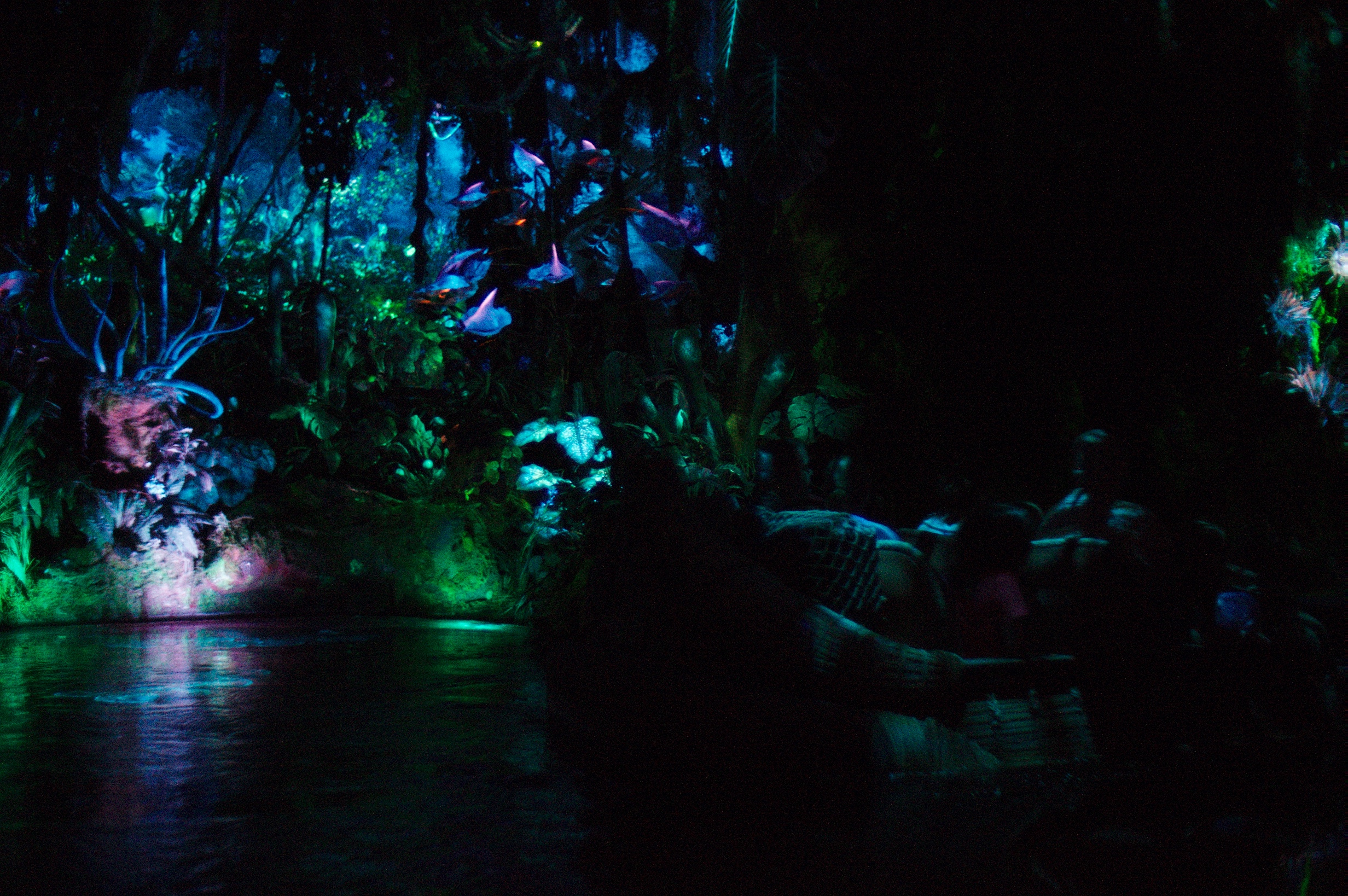
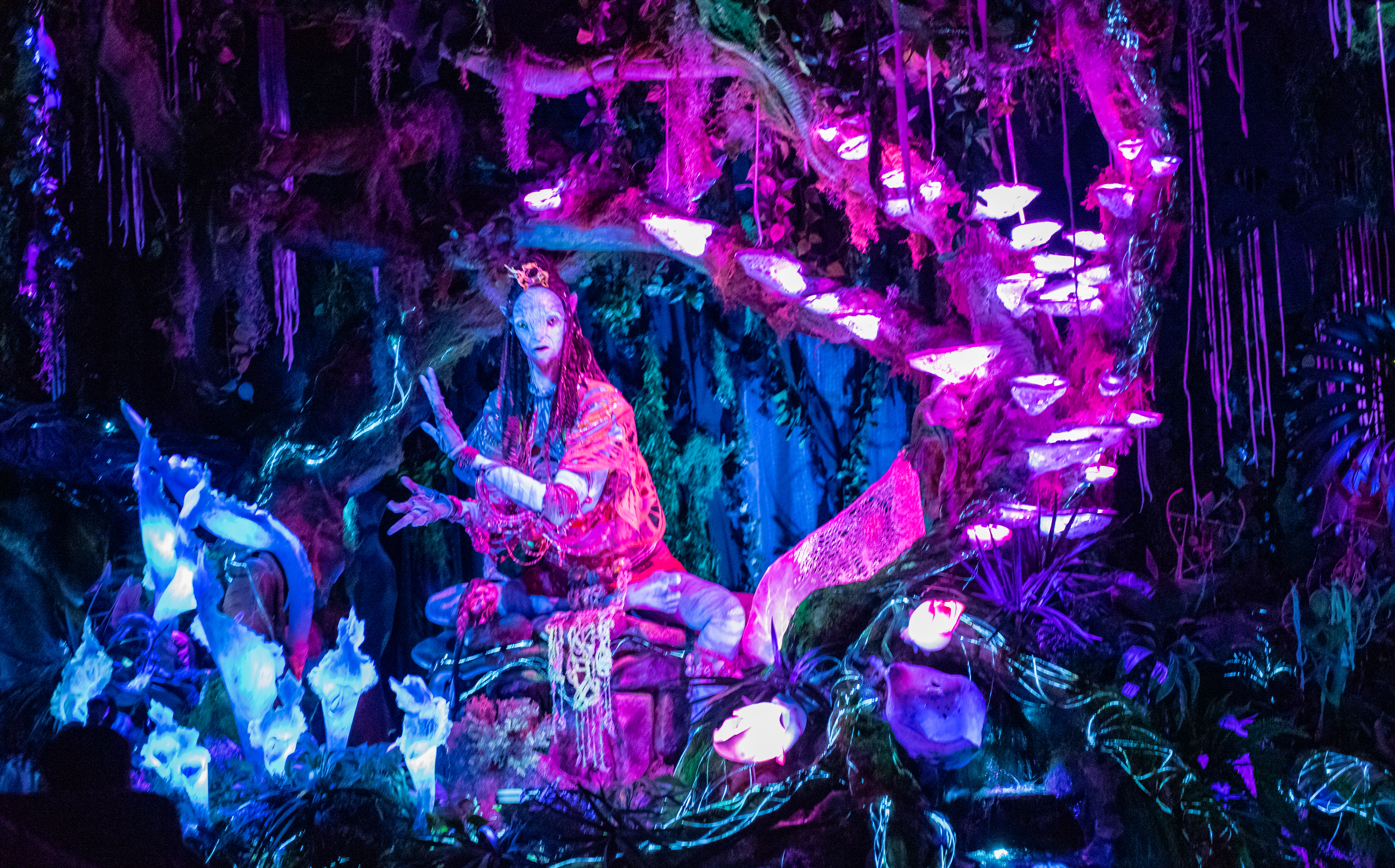
Animatronic van een Na'vi
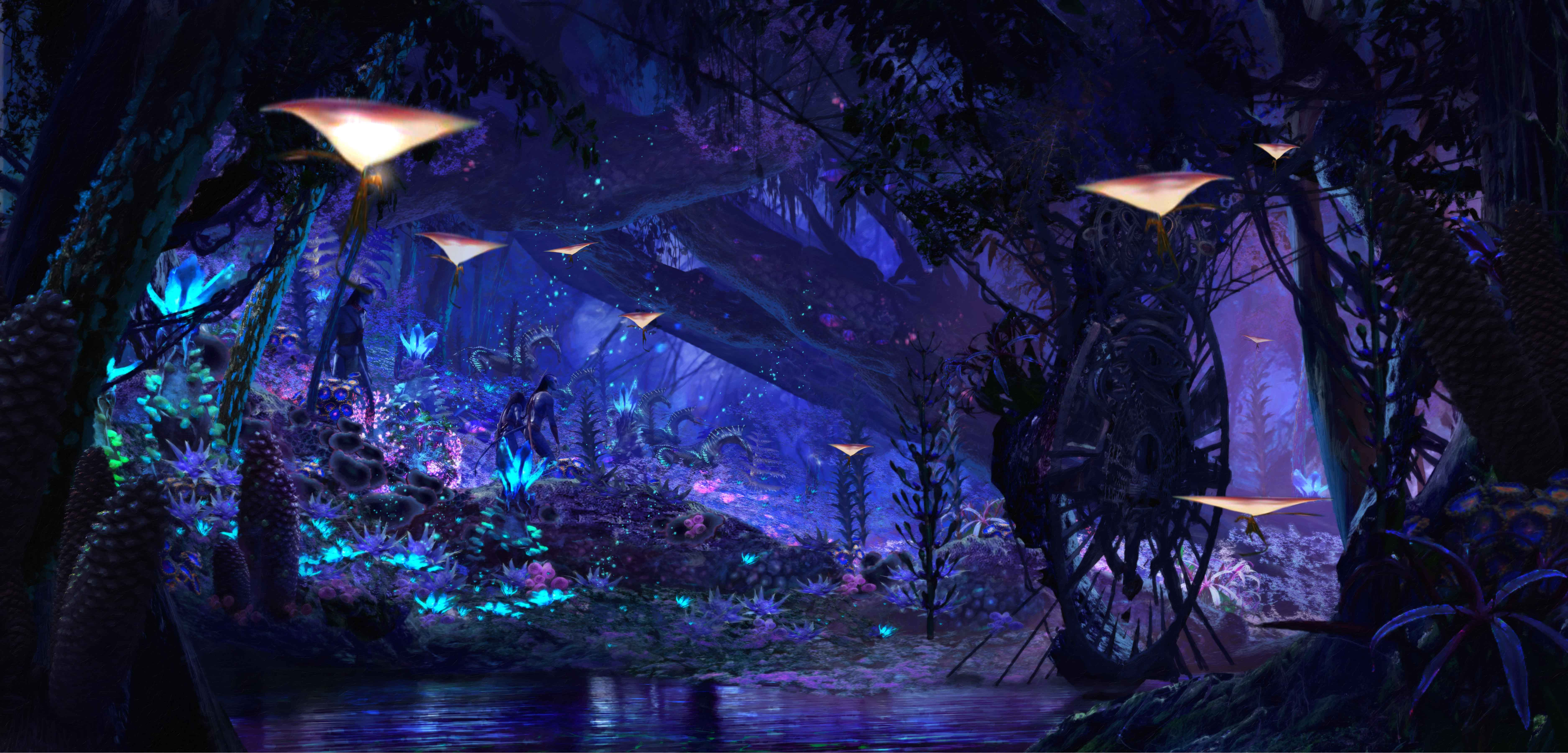
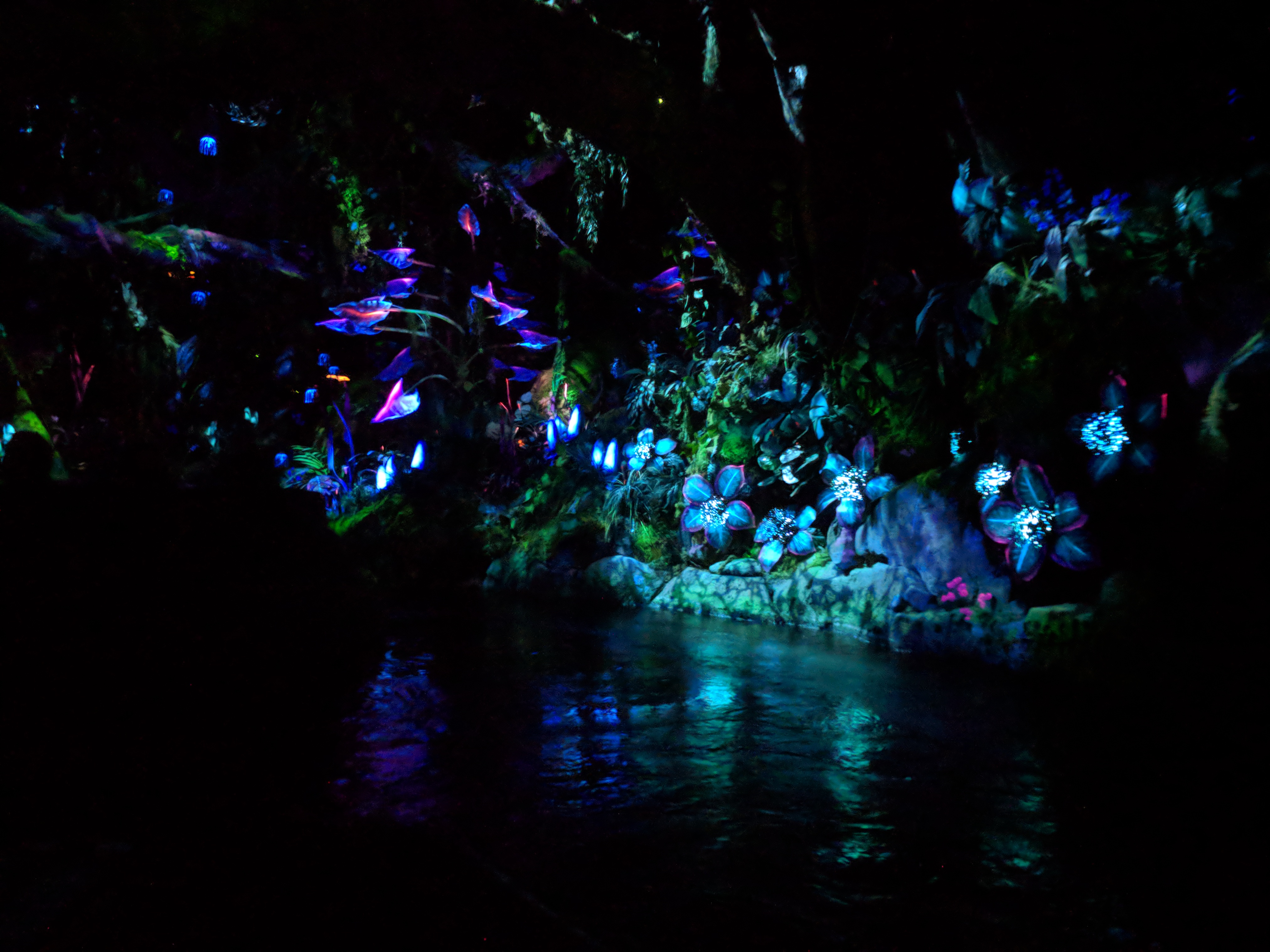

Walt Disney World Resort · Lijst van attracties in Disney's Animal Kingdom · Tree of Life